# Easton (Illinois)
Pour les articles homonymes, voir Easton.
Easton est un village du comté de Mason dans l'Illinois, aux États-Unis,. Situé à l'ouest du comté, il est incorporé le 16 juin 1896.

## Démographie
Lors du recensement de 2010, le village comptait une population de 321 habitants. Elle est estimée, en 2016, à 298 habitants.

### Source de la traduction
- (en) Cet article est partiellement ou en totalité issu de l’article de Wikipédia en anglais intitulé « Easton, Illinois » (voir la liste des auteurs).